# غوت تو بي سيرتن
«غوت تو بي سيرتن» (بالإنجليزية: Got to be So Certain)‏ أو علي أن أكون متأكدة هي أغنية بوب رقص للمغنية وكاتبة الاغاني الأسترالية كايلي مينوغ من ألبومها التسجيلي الأول كايلي (1988). وقام فريق ستوك أيتكين واترمان بكتابة وانتاج الأغنية، الذين أنتجوا أيضا ألبومات مينوغ الأربعة الأولى. كانت الأغنية هي ثاني أغنية تصدر لكايلي في معظم المناطق خارج أستراليا وتم إصدارها في 2 مايو 1988 في أستراليا والمملكة المتحدة.